# Saint-Laurent-du-Tencement
 Saint-Laurent-du-Tencement  là một xã của tỉnh Eure, thuộc vùng Normandie, miền bắc nước Pháp.